# Assembleia Legislativa de Rondônia
Assembleia Legislativa do Estado de Rondônia é o órgão de poder legislativo do estado de Rondônia, exercido através dos deputados estaduais. 

## Mesa Diretora
A composição da Mesa Diretora para o biênio 2023-2025 é a seguinteː
| Posição     | Cargo               | Nome              | Partido      |
| ----------- | ------------------- | ----------------- | ------------ |
| PRESIDÊNCIA | Presidente          | Marcelo Cruz      | Patriota     |
| PRESIDÊNCIA | 1.° Vice-presidente | Jean Oliveira     | MDB          |
| PRESIDÊNCIA | 2.° Vice-presidente | Ribeiro do Sinpol | Patriota     |
| SECRETÁRIOS | 1.° Secretário      | Cirone Deiró      | União        |
| SECRETÁRIOS | 2.° Secretário      | Jean Mendonça     | PL           |
| SECRETÁRIOS | 3.° Secretário      | Nim Barroso       | PSD          |
| SECRETÁRIOS | 4.° Secretário      | Alex Redano       | Republicanos |

## Deputados
Os  24 deputados estaduais eleitos nas eleições de 2022 foramː
| Deputado                 | Partido       | Votação      |
| ------------------------ | ------------- | ------------ |
| Laerte Gomes             | PSD           | 25.603 votos |
| Ieda Chaves              | União Brasil  | 24.667 votos |
| Ismael Crispin           | PSB           | 23.417 votos |
| Cirone Deiró             | União Brasil  | 22.207 votos |
| Ezequiel Neiva           | União Brasil  | 20.895 votos |
| Alex Redano              | Republicanos  | 19.549 votos |
| Marcelo Cruz             | Patriotas     | 18.798 votos |
| Luis Do Hospital         | MDB           | 18.248 votos |
| Cássio Gois              | PSD           | 17.753 votos |
| Jean Oliveira            | MDB           | 17.125 votos |
| Delegado Lucas Torres    | Progressistas | 14.298 votos |
| Luizinho Goebel          | Podemos       | 14.162 votos |
| Affonso Candido          | PL            | 13.665 votos |
| Jean Mendonça            | PL            | 13.488 votos |
| Gislaine Lebrinha        | União Brasil  | 12.623 votos |
| Rosangela Donadon        | União Brasil  | 12.097 votos |
| Delegado Rodrigo Camargo | Republicanos  | 11.804 votos |
| Pedro Fernandes          | PTB           | 10.950 votos |
| Alan Queiroz             | Podemos       | 10.553 votos |
| Ribeiro Do Sinpol        | Patriotas     | 9.751 votos  |
| Cláudia De Jesus         | PT            | 8.845 votos  |
| Edevaldo Neves           | Patriotas     | 8.565 votos  |
| Taíssa Sousa             | Podemos       | 7.649 votos  |
| Nim Barroso              | PSD           | 7.609 votos  |